# Lyati Bindraseni
Lyati Bindraseni (nep. लयाटी बिन्द्रासैनी) – gaun wikas samiti w zachodniej części Nepalu w strefie Bheri w dystrykcie Dailekh. Według nepalskiego spisu powszechnego z 2011 roku liczył on 1375 gospodarstw domowych i 7642 mieszkańców (3779 kobiet i 3863 mężczyzn).